# Paraliochthonius takashimai
Paraliochthonius takashimai is een bastaardschorpioenensoort uit de familie van de Chthoniidae. De wetenschappelijke naam van de soort is voor het eerst geldig gepubliceerd in 1958 door Morikawa.